# Jerowasa
Jerowasa lub Trozena (gr. Γεροβάσα lub Τρόζενα) – wieś w Republice Cypryjskiej, w dystrykcie Limassol. W 2011 roku była niezamieszkana.